# Yvonne de Bremond d'Ars
Pour les articles homonymes, voir Brémond et Ars.
Pour les autres membres de la famille, voir Famille de Brémond d'Ars.
Yvonne Anne-Marie de Bremond d'Ars, née le 2 août 1894 à Nantes et morte le 27 mai 1976 à Paris, est une antiquaire et femme de lettres française, spécialisée dans le mobilier XVIIIe siècle, active à Paris au lendemain de la Première Guerre mondiale.

## Biographie

### Famille
Yvonne de Bremond d'Ars est née à Nantes le 2 août 1894 d'Anatole Anne Marie Alon Josias Hélie de Bremond d'Ars dit « comte de Bremond d’Ars » (titre de courtoisie) (Nantes, juillet 1872 - Paris, 13 juillet 1943) et de Marie Louise Donatienne Rialland. La branche saintongeaise des Bremond eut comme berceau le château d'Ars (Charente) et un hôtel particulier du XVIIe siècle à Saintes (Charente-Maritime) porte ce nom.
Morte le 27 mai 1976 dans le 14e arrondissement de Paris, elle est inhumée au cimetière ancien d'Asnières-sur-Seine.

### Notoriété

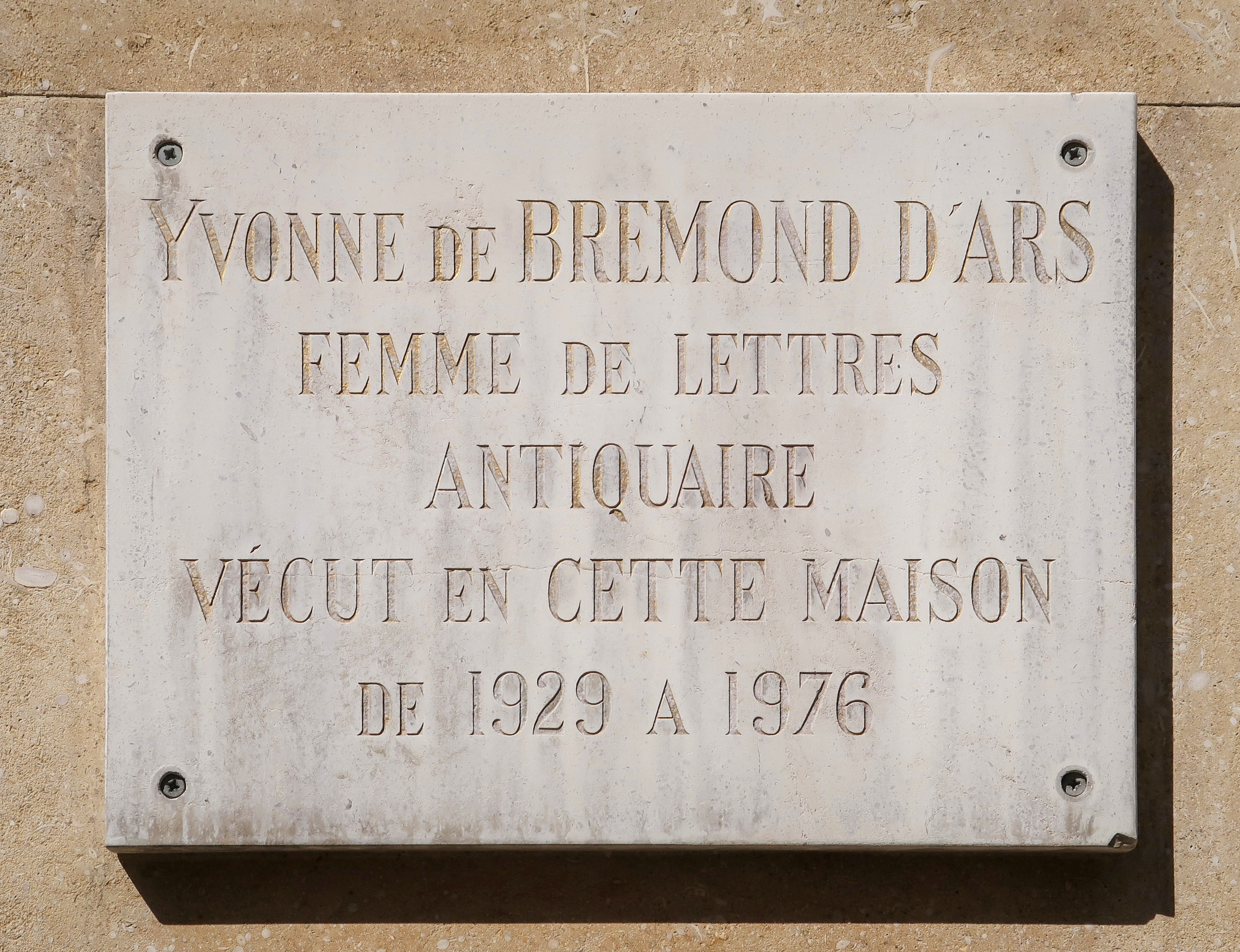
Plaque 20 rue du Faubourg-Saint-Honoré (Paris).

Son magasin, situé 20, rue du Faubourg-Saint-Honoré, était célèbre, en particulier pour ses vitrines de Noël. Elle le cède en 1973 à l'antiquaire Maurice Ségoura (1932-2013). Une plaque commémorative y rend hommage à Yvonne de Bremond d'Ars.
Figure du Tout-Paris et femme de lettres, elle publie de nombreux livres de vulgarisation sur « le monde de la Curiosité ».
Elle participe aux côtés d'Anne Morgan à la création du musée franco américain de Blérancourt[réf. nécessaire].
Elle est dans les années 1920 la compagne et le pygmalion de la chanteuse Suzy Solidor. Elle lui dessinera un maillot en filet de pêche et, l'année précédente, un maillot brodé de coquilles de nacre qui firent sensation sur la plage de Deauville.
Son ami, Marc de La Roche, fit en 1961 une adaptation radiophonique de son œuvre Un Étrange Petit Théâtre, avec dans les rôles principaux : Yvonne de Bremond d’Ars, Georges Chamarat, sociétaire de la Comédie-Française, Maurice Teynac, Geneviève Morel, Lucien Frégis, Gilles Amado, etc. C'est une réalisation de Marcel Sicard.
Les traits d'Yvonne de Bremond d'Ars restent fixés par les portraits qu'en firent les peintres Marcel Chassard, Kees van Dongen, Foujita ou encore Marie Laurencin.

## Ouvrages
- Fenêtre ouverte sur le passé, confidence d'une antiquaire, Henri Lefebvre, Paris, 1952 (nouvelle édition augmentée, 1957)
- Je suis antiquaire, Éditions du Conquistador, Paris, 1954
- L’Apprenti antiquaire, Henri Lefebvre, Paris, 1958
- Le Journal d’un ange gardien[8]
- Le Journal d’une Antiquaire

Ouvrages traduits en anglais
- In the Heart of Paris, 1959
- The Antique Dealer's Tale, 1962
- The Chest with a Secret, 1963
- The Mysterious Château, Gollancz, Londres, 1964

## Distinctions
- Yvonne de Bremond d'Ars est chevalier de l'ordre national de la Légion d'honneur.
- De l'Académie française[9] :
  - En 1952 : prix Jean-Marc-Bernard pour son ouvrage Fenêtre ouverte sur le passé.
  - En 1956 : prix Anaïs Ségalas pour C’est arrivé en plein Paris.
  - En 1959 : prix Montyon pour L’apprenti antiquaire.
  - En 1961 : prix Kastner-Boursault pour Le brocanteur du Marais.
  - En 1968 : prix Broquette-Gonin (littérature) pour Le Destin des choses.
  - En 1971 : prix Anaïs Ségalas pour De surprise en surprise.